# Аврамилия
Аврамилия (на гръцки: Αβραμυλιά или Αβραμηλιά, до 1926 година Τσομπανλή, Цобанли) е село в Гърция, дем Места (Нестос), административна област Източна Македония и Тракия.

## География
Селото е разположено североизточно от Саръшабан (Хрисуполи), на десния бряг на Места на 160 m надморска височина.

## История

### В Османската империя
В XIX век е изцяло мюсюлманско село в Саръшабанска каза на Османската империя. Съгласно статистиката на Васил Кънчов („Македония. Етнография и статистика“) към 1900 година Чобанли е турско селище и в него живеят 125 турци.

### В Гърция
В 1913 година селото попада в Гърция след Междусъюзническата война. През 20-те години на XX век турското му население се изселва по споразумението за обмен на население между Гърция и Турция след Лозанския мир и на негово място са заселени гърци бежанци, които в 1928 година са 86 семейства с 323 души, като селището е изцяло бежанско.
Българска статистика от 1941 година показва 347 жители.
Населението произвежда предимно тютюн.
Според преброяването от 2001 година има 27 жители, а според преброяването от 2011 година има 46 жители.
| Година    | 1913 | 1920 | 1928 | 1940 | 1951 | 1961 | 1971 | 1981 | 1991 | 2001 | 2011 | 2021 |
| --------- | ---- | ---- | ---- | ---- | ---- | ---- | ---- | ---- | ---- | ---- | ---- | ---- |
| Население | 422  | 330  | 319  | 393  | 419  | 313  | 179  | 107  | 52   | 27   | 46   | 30   |